# 莒攻杞之战
莒攻杞之战，是指春秋早期莒国和杞国的戰爭。
前719年（周桓王元年、鲁隐公四年）二月，莒国（今山东省莒县）国君为了扩充领地，派兵攻打莒国东北部的杞国（今山东省安丘市东北），莒军击败杞国南部边城牟娄（又称无娄，今山东省诸城市西），攻取牟娄。《左传》没有记载这一事件，《春秋经》提及了“四年春王二月，莒人伐杞，取牟娄。”